# Gare du Val d'Europe
La gare du Val d'Europe est une gare ferroviaire française de la ligne A du RER d'Île-de-France en limite des communes de Serris, de Chessy et de Montévrain, dans le département de Seine-et-Marne, en région Île-de-France.
Mise en service en 2001 par la Régie autonome des transports parisiens, elle est desservie par les trains du RER A.

## Situation ferroviaire
La gare est située au point kilométrique (PK) 57,27 de la branche « Est » du RER A, entre les gares de Bussy-Saint-Georges et Marne-la-Vallée - Chessy.

## Histoire
Achevée dès la fin de l'année 2000, la gare du Val d'Europe est finalement ouverte le 14 avril 2001 et inaugurée le 8 juin 2001. 
L'objectif était d'accompagner le développement de la ville nouvelle de Marne-la-Vallée, tout en desservant le secteur du Val d'Europe, le quatrième secteur de la ville nouvelle qui regroupait, avant son extension, les communes de Bailly-Romainvilliers, Coupvray, Magny-le-Hongre, Serris et Chessy. La gare permet aussi de desservir le centre urbain du Val d'Europe, étalé sur les deux dernières communes, qui est en plein essor et son centre commercial. Et enfin, la gare dessert aussi le quartier du Val d'Europe, situé sur la commune de Montévrain, qui ne fait pas partie du secteur du Val d'Europe, mais celui du Val de Bussy, nom du troisième secteur de Marne-la-Vallée. Ceci explique que le nom complet de la gare est Serris - Montévrain - Val d'Europe. Elle est la dernière gare créée sur la ligne A, située sur le tronçon entre Torcy et Marne-la-Vallée - Chessy,.
En 2021, selon les estimations de la RATP, 3 576 573 voyageurs sont entrés dans cette gare.
La gare du Val d'Europe a vu sa fréquentation passer, en dix ans, de zéro à trois millions de voyageurs en 2011.
En avril 2024, les bus du réseau Marne-la-Vallée sont renumérotés.

## Service des voyageurs

### Accueil
La gare possède trois sorties :
- l'accès 1 Serris, relié à la gare routière, aux quartiers proches de Serris et Chessy ainsi qu'au centre commercial du val d'Europe (incluant le musée aquatique Sea Life) et dans sa continuité à   La Vallée Village ;
- l'accès 2 Montévrain,  donnant sur le quartier résidentiel et hôtelier de Montévrain ;
- l'accès 3 Cours de la Gondoire, donnant accès au centre hospitalier de Marne-la-Vallée situé à Jossigny.

L'accès 1 donne accès au bâtiment voyageurs, qui possède un guichet d'information et de vente de titres, des distributeurs automatiques de titres, de toilettes ainsi que des commerces de proximité. Il est accessible aux personnes à mobilité réduite via deux ascenseurs, desservant chacun un quai. Les accès 2 et 3 donnent sur une passerelle couverte joignant les deux quais et dotée d'escaliers mécaniques, disposant de distributeurs automatiques de titres.

Accès à la gare
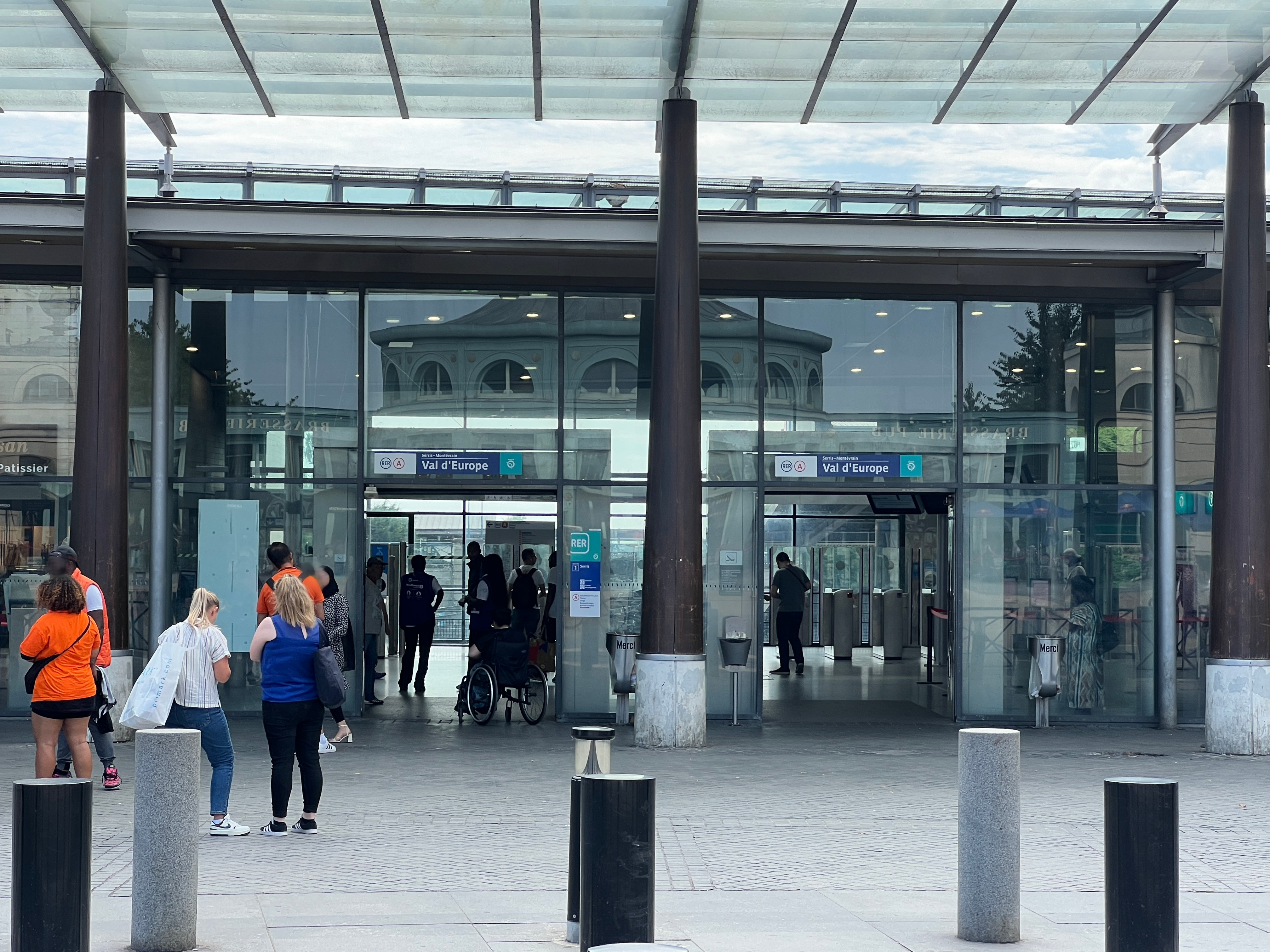
L'accès no 1 « Serris ».
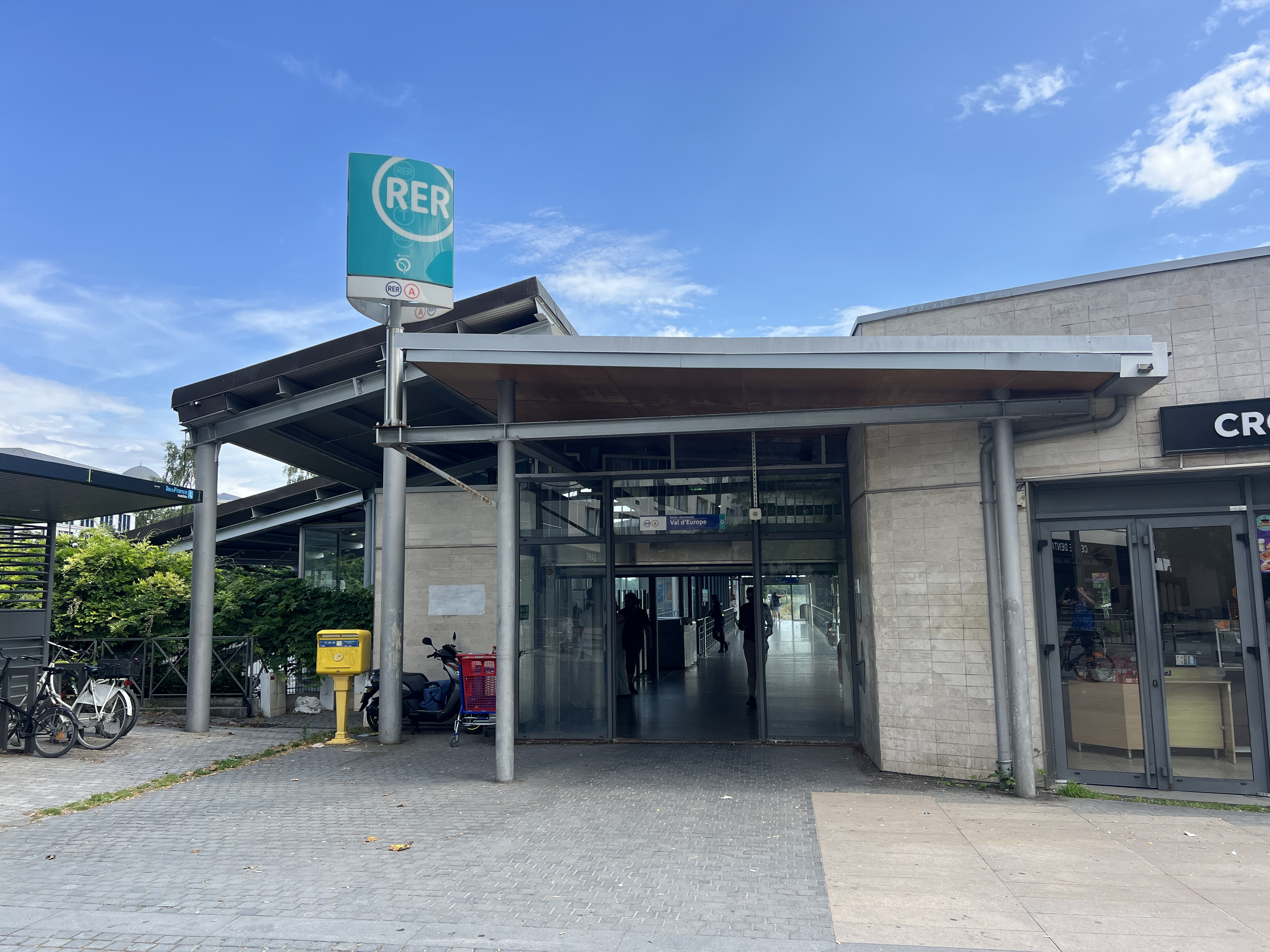
L'accès no 2 « Montévrain ».
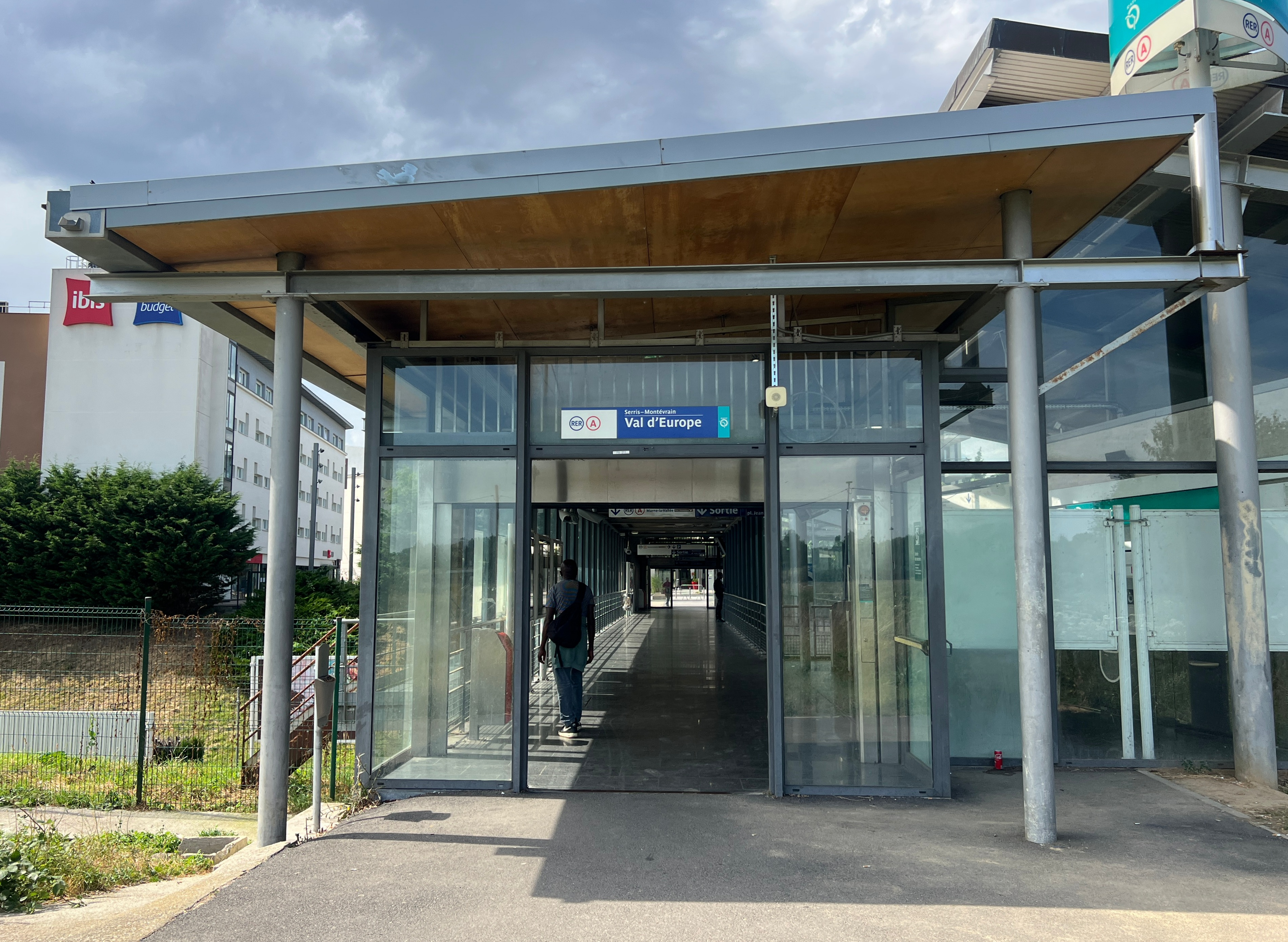
L'accès no 3 « Cours de la Gondoire ».

### Desserte

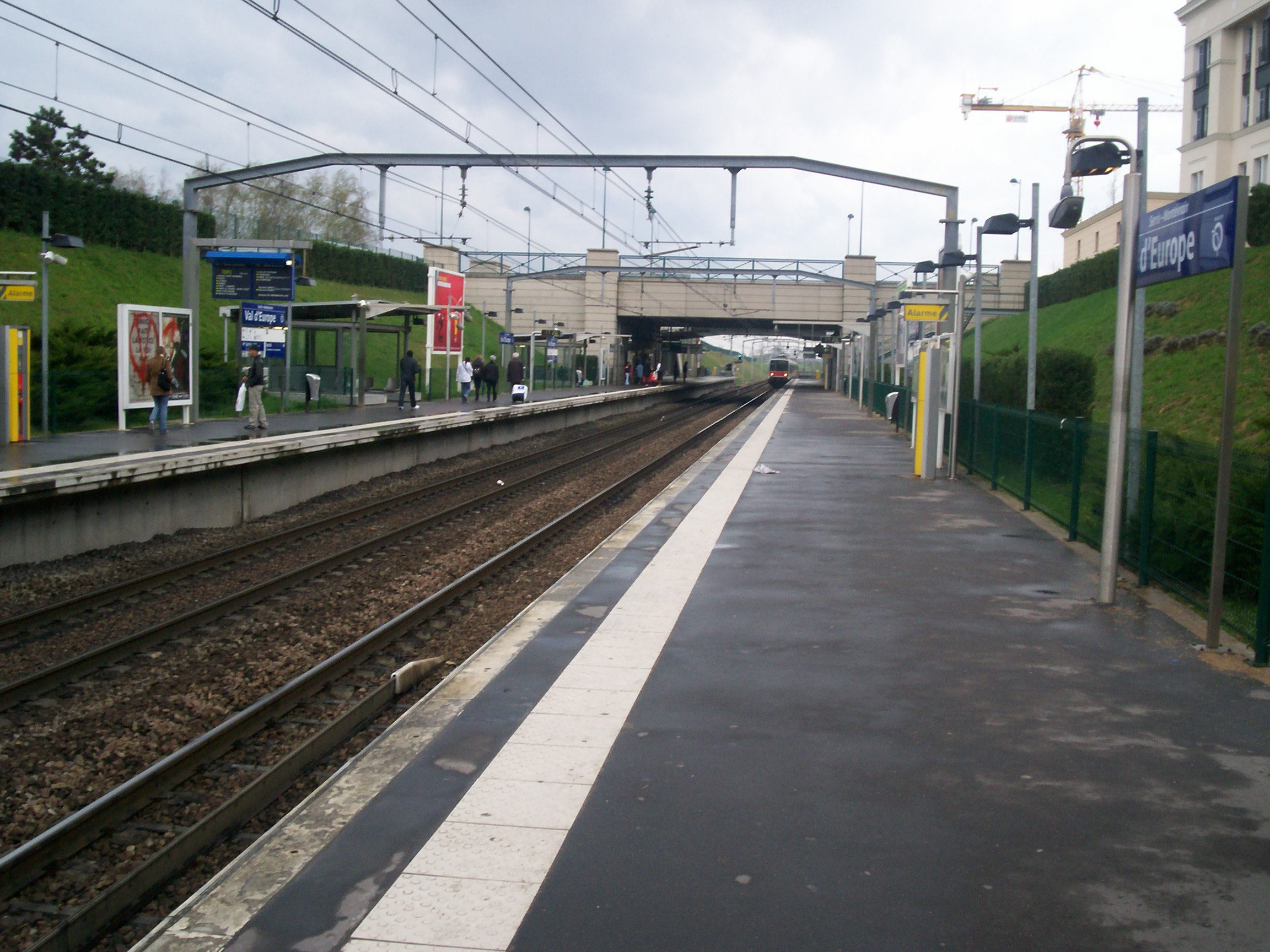
Quais et voies.

La gare est desservie par les trains de la ligne A du RER parcourant la branche A4 de Marne-la-Vallée - Chessy. Elle est desservie uniquement par les trains ayant pour terminus ou origine Marne-la-Vallée - Chessy.
En semaine, la gare est desservie par huit trains par heure dans les deux directions en heure de pointe, et par quatre trains par heure en soirée. Les weekends, la desserte en heure de pointe est assurée par six trains par heure, la fréquence en soirée restant inchangée.

### Intermodalité
La gare est desservie par :
- les lignes 2220, 2222, 2224, 2228, 2233, 2234, 2260, 2292, Soirée Val d'Europe et le service de transport à la demande du réseau de bus de Marne-la-Vallée ;
- les lignes 18, 19 et 69 du réseau de bus Meaux et Ourcq ;
- la ligne 7716 du réseau de bus du Pays Briard ;
- la ligne N130 du service de bus de nuit Noctilien ;
- la ligne « Magical Shuttle Selected » et la navette privée hôtelière CU (à l'arrêt Hôtel Élysée situé à 120 m de la gare) de la desserte autour du complexe Disneyland Paris.

## Projets

### TCSP: Esbly / Val d’Europe (Bus EVE)
La ligne de bus EVE visant à relier la gare d'Esbly au centre hospitalier de Marne-la-Vallée, en passant par la gare du Val d'Europe, est un projet de ligne de transports collectifs en site propre. Sa mise en service est prévue entre 2022 et 2030 selon le SDRIF. Cette ligne vise à relier le bassin de vie de Meaux au secteur du Val d'Europe, en remplacement du projet abandonné de prolonger le RER A jusqu’à Esbly et/ou Meaux.

### TCSP: Lagny-Thorigny / Val d’Europe
À l'avenir, selon le SDRIF, la gare de Serris-Montévrain - Val d'Europe pourrait être le terminus d'une ligne de transport en commun en site propre (TCSP) jusqu'à la gare de Lagny - Thorigny, en correspondance avec l'actuelle ligne P du réseau Transilien Paris-Est. Ce dernier tronçon, depuis la gare de Chelles - Gournay, serait intégré à la ligne E du RER jusqu'à la gare de Meaux.

## À proximité
La gare du Val d'Europe donne un accès immédiat aux trois communes de Serris, Chessy et Montévrain dont le centre urbain du Val d'Europe. La gare se situe à proximité du centre commercial international du Val d'Europe, la Vallée Outlet Shopping, de la médiathèque du Val d'Europe, de l'antenne du Val d'Europe de l'université Paris-Est-Marne-la-Vallée et du centre hospitalier de Marne-la-Vallée, situé à Jossigny.